# Jacques Barnaud
Pour les articles homonymes, voir Barnaud.
Jacques Barnaud, né à Antibes le 24 février 1893 et mort à Paris 16e le 15 avril 1962, est un banquier et haut fonctionnaire français.

## Biographie
Il est ancien élève de l'École polytechnique (X1913), inspecteur des Finances (1920). Associé-gérant de la banque Worms, directeur du cabinet du ministre de la Production industrielle en août 1940, il est en février 1941, à la tête de la Délégation générale aux relations économiques franco-allemandes (DGREFA), cœur de la collaboration économique d’État. Il fait ainsi partie du groupe de technocrates appelés à des responsabilités économiques et politiques sous le régime de Vichy. L'historien Jean-Pierre Azéma le classe parmi les vichystes venus de « la droite technocratique ».
Il obtient la création d'un poste de Délégué général aux Relations économiques franco-allemandes du 25 février 1941, avec rang de ministre, qu'il occupe jusqu'en février 1943.
À la Libération, il est inculpé d'intelligence avec l'ennemi, mais bénéficie d'un non-lieu de la Haute Cour pour charges insuffisantes.

## Généalogie
- Il est le fils du vice-amiral Léon Barnaud (1845-1909) et de Marie Fournier (1862-1951) ;
- Il épouse en 1919 Bernadette Arnal (1898-1986)[4]

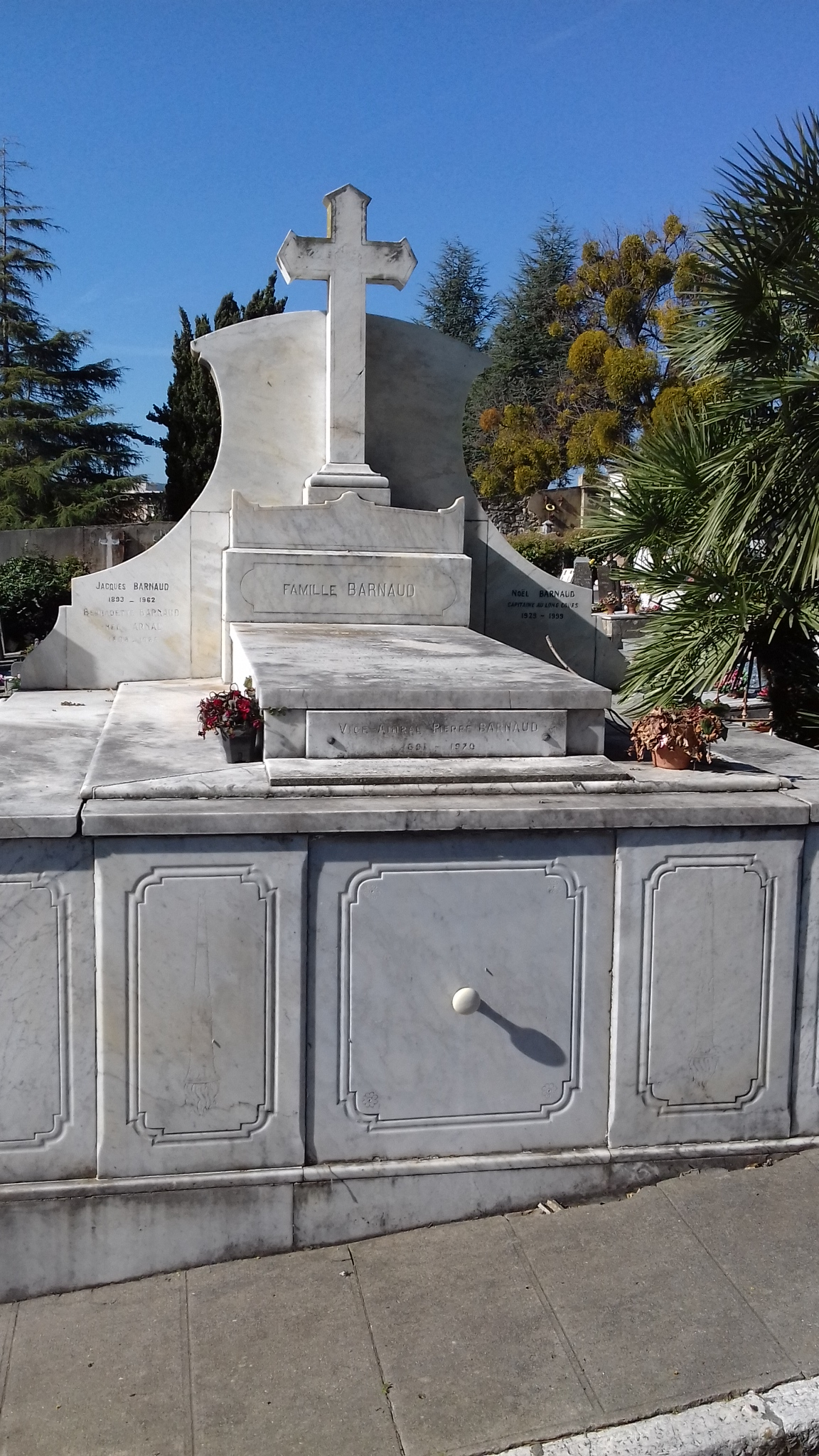
Tombeau de Jacques et Bernadette Barnaud à Antibes

## Autre
Il a participé au Régime de Vichy avec Paul Baudouin, Henry du Moulin de Labarthète, Jacques Guérard, Henri Culmann, Jean Filippi et Henry Dhavernas.

## Distinctions
- Ordre de la Francisque

## Sources
- Dictionnaire historique des inspecteurs des Finances 1801-2009 : Dictionnaire thématique et biographique, Institut de la gestion publique et du développement économique, 2012